# Neurotossicità
La neurotossicità o tossicità neuronale è l'alterazione della struttura e della funzionalità del tessuto nervoso dovuta all'esposizione alle neurotossine, le quali possono essere composti naturali o artificiali. In caso di neurotossicità grave, i neuroni possono andare incontro alla morte cellulare.
L'intossicazione neuronale può essere il risultato di trattamenti chemioterapici, dell'abuso di sostanze stupefacenti (come l'MDMA), del trapianto di organi, dell'esposizione ad alcuni metalli pesanti, dell'ingestione di alcuni alimenti avariati o dell'esposizione ad alcuni pesticidi, solventi, cosmetici o alcune sostanze naturali.
Il quadro clinico di un'intossicazione neurologica può essere istantaneo o manifestarsi dopo una fase di latenza; esso può esprimersi con debolezza agli arti, perdita di coordinazione motoria, amnesia, problemi visivi, deterioramento cognitivo, comportamenti ossessivo-compulsivi, cefalea, disfunzioni sessuali e altri segni clinici. Se le intossicazioni neurologiche più blande possono risolversi con un completo recupero della funzionalità del sistema nervoso centrale e periferico, intossicazioni particolarmente gravi possono indurre danni neurologici permanenti o portare alla morte la persona colpita.
Generalmente le neurotossine esercitano il loro effetto legandosi con le proteine di membrana dei neuroni: la beta-amiloide, in elevate concentrazioni, può portare alla morte i neuroni del cervello nei quali si manifesta il suo accumulo ed è di usuale riscontro in alcune patologie neurodegenerative, tra cui la malattia di Alzheimer; anche l'acido glutammico, se presente in concentrazioni particolarmente elevate, può distruggere i neuroni cerebrali; l'azione dell'enzima ossido nitrico sintasi, inoltre, può provocare la formazione e l'accumulo di specie reattive dell'ossigeno, con effetti neurotossici.